# Dublin (Kalifornie)
Dublin je město ve Spojených státech amerických. Nachází se v okrese Alameda County ve státě Kalifornie. Ve městě žije přibližně 73 tisíc obyvatel a jeho rozloha činí 38,6 km². Leží v Amador Valley v San Francisco Bay Area, konkrétně v její části zvané East Bay. Nachází se asi 56 kilometrů východně od centra San Francisca, 37 kilometrů východně od Oaklandu a 50 kilometrů severně od San José.
Město bylo založeno roku 1982. Své sídlo zde má společnost Sybase. Město bylo pojmenováno Dublin podle stejnojmenného hlavního města Irska, protože se v něm usadila řada irských přistěhovalců. V roce 2013 byl Dublin po Santa Claritě druhým nejrychleji rostoucím městem v Kalifornii, podobný trend nárůstu populace byl zaznamenán i v roce 2019. Město leží v nadmořské výšce asi 110 m n. m.

## Partnerská města
- Bray, Irsko